# Некраш, Ликарион Витольдович
Ликарион Витольдович Некраш (10 января 1886, Кострома — 1 сентября 1949, Ленинград) — русский и советский статистик и экономист, профессор Ленинградского государственного университета. Пионер статистики водного и железнодорожного транспорта в СССР.

## Биография
Из дворян. После окончания школы с золотой медалью поступил на экономическое отделение Санкт-Петербургского политехнического института. В студенческие годы участвовал в деятельности меньшевистского кружка, принимал участие в волнениях 1905 года, за что в октябре был арестован во время агитационной работы с рабочими Выборгской стороны. Но уже в ноябре отпущен по амнистии.
После окончания института в 1908 году Некраш начал преподавать в Петербургской городской торговой школе им. Петра Великого, какое-то время работал чиновником в Министерствах финансов, земледелия и продовольствия.
В 1918—1920 годах — заведующий информационно-статистического подотдела в Костромском губсовнархозе. В 1920 году был арестован органами ЧК, освобождён в мае 1921 года. В 1918—1922 годах — преподаватель Костромского коммерческого училища, Костромского университета и землеустроительного института. Позже — начальник отдела статистики на Октябрьской железной дороге (1922—1930).
С 1923 года Некраш начинает заниматься научной и преподавательской деятельностью, работал доцентом на экономическом факультете политехнического института, читая лекции в Ленинградском институте инженеров путей сообщения.
В 1924 выходит первый монографический труд Некраша — «Основные вопросы теории и практики железнодорожной статистики», затем — «Статистический метод в железнодорожном хозяйстве», «Транспортная статистика», «Вопросы статистики водного транспорта».
С 1930 года Некраш — заведующий кафедрой статистики Транспортно-экономического института. В 1931—1940 годах — профессор Ленинградского педагогического финансово-экономического института (с 1936 — заведующий кафедрой статистики), в 1936—1942 годах — заведующий кафедрой статистики и учёта и декан статистического факультета Ленинградского планового института.
Читал лекции во Всесоюзной академии железнодорожного транспорта, Коммунистической академии, Институте советской торговли, Институте внешней торговли, Ленинградском финансово-экономическом институте.
С 1942 года — основная работа Некраша в Ленинградском государственном университете — сначала профессором политико-экономического факультета, а в 1945—1949 годах — заведующий кафедрой статистики ЛГУ.
В 1939 году Ликарион Некраш выпускает «Курс общей теории статистики», из-за которого организуется травля профессора. В 1949 году в разгар «борьбы с космополитизмом» в 4-м номере журнала «Вопросы экономики» выходит статья Т. И. Козлова «Против буржуазного объективизма и формализма в статистической науке», в которой значительная часть посвящена резкой критике трудов Некраша.
31 июля 1949 года по подозрению в совершении преступлений по статьям 58-10-11 был арестован. Обвинён в причастности к «Ленинградскому делу». Пребывание в тюрьме и ночные допросы подорвали здоровье профессора, и он был помещён в тюремную больницу, где 1 сентября скончался, как указано в заключении, от «заражения крови, вызванного склерозом почек». Через пять дней дело было прекращено «за смертью обвиняемого», а через восемь лет в 1957 году архивно-следственное дело полностью прекращено за «недоказанностью обвинения».
Место захоронения Л. В. Некраша остается неизвестным.

## Научная деятельность
Некрашу принадлежит разработка статистических показателей в области транспортной статистики. Соединил статистику разных видов транспорта в новую науку — транспортную статистику. Впервые в советской статистике ввёл классификацию признаков, обосновал объективность выделения частных совокупностей.